# Germanische Dichtung
Die germanische Dichtung, auch altgermanische Dichtung genannt, ist eine Versdichtung, deren hervorragendes Kennzeichen der Stabreim, die Alliteration, ist. Dieser hebt die bedeutungstragenden Wörter durch gleichen Anlaut der Stammsilben hervor.

## Historische Entwicklung und Kontext
Germanische Dichtung in 'ursprünglicher' Form ist nirgendwo erhalten. Sie bestand in vorgetragener, frei improvisierter oder auswendig beherrschter und tradierter Verskunst. Mündlich vorgetragen wurden sie von Spezialisten wie dem sogenannten Kultredner Þulr, dem altenglischen Scop und dem altnordischen Skáld. Eine neutrale schriftliche Aufzeichnung solcher Vortragstexte war und ist – bis heute – unmöglich. Die Entdeckung der lateinischen Buch- und Schriftkultur unterwarf die gesamte Textkultur der Germanen einer radikalen und langwährenden Transformation. Für fast ein Jahrtausend (ca. 500–1500 n. Chr.) befand sie sich in einem Übergangs- und Mischzustand zwischen mündlicher und schriftlicher Dichtung. Allenfalls Fragmente der alten Dichtung werden in den durch christlichen Einfluss inspirierten Schriftliteraturen der Germanen des Mittelalters tradiert. Eine indigene Dichtkunst pflegten die germanischen Kulturen aber schon vor der christlichen Missionierung Europas. Vieles daher abseits der römischen und christlichen Dichtung Bestehende überdauerte die Bekehrung.
Germanische Dichtung entstand ursprünglich im Umfeld oraler Traditionen; literarisch wurde sie erst, als die Goten, Deutschen, Engländer und Skandinavier durch christliche Mönche und Missionare alphabetisiert wurden. Texte germanischer Dichtung und Erzählkunst sind als Literatur beispielsweise in der Edda, der Skaldendichtung und den altnordischen Sagas erhalten, jedoch ist nie sicher bestimmbar, ob diese Formen und Gattungen aus der rein mündlichen Kultur übernommen sind oder ob sie neue schriftliterarische Entwicklungen darstellen. Das stabreimende Großepos der Angelsachsen und Sachsen (Beowulf, Heliand) gilt heute als keine autochthone Form, sondern als vom lateinischen Epos angeregt.

## Regionale Dichtungstraditionen
Die germanischen Kulturen gliedern sich in Europa in drei unterschiedliche Zweige: Kontinentalgermanen im nordwestlichen, östlichen und südsüdöstlichen Mitteleuropa, Nordgermanen in Skandinavien und Island, sowie die angelsächsischen Kulturen Englands mit jeweils eigenen Sprachen – Althochdeutsch, Altsächsisch, Altenglisch und Altnordisch – mit mündlicher Dichtung. Verschriftlicht wurden germanische Dichtungen erst durch den Einfluss der christlichen Mission.

### Goten
Die von Bischof Wulfila für seine Bibelübersetzung entwickelte Schrift der Goten diente wohl nicht dazu, weltliche Dichtung zu überliefern. Bekannt sind fast ausschließlich theologische Denkmäler in gotischer Sprache sowie Bibel-, Lehr- und Rechtstexte. Ansonsten bediente sich die gotische Elite der Schrift und Sprache, welche sie lesen gelernt hatte: Griechisch oder Latein.

### Mitteleuropa
Im altdeutschen Idiom, in der Zeit von 750 bis 1150, entstand größtenteils Zweckliteratur, die der christlichen Bekehrung und Verbreitung ihrer Lehre diente. Die vorhandene indigene germanische Dichtung kontinentaleuropäisch-germanischer Kulturen entwickelte sich in diesen vier Jahrhunderten nicht zur Schriftliteratur, sondern verblieb mündlich. In den Klöstern wurde auf Lateinisch gedichtet, an den Höfen des Adels existierten nebeneinander Latein als Sprache der höheren Kultur und die mündlich vorgetragene deutsche Dichtung (Heldendichtung) zur Unterhaltung des im Allgemeinen noch schriftunkundigen Adels. An die Stelle des Stabreims trat jedoch bereits ab dem 9. Jahrhundert der Endreimvers, der eine 'Erfindung' der geistlichen Dichtung (vgl. Otfried von Weißenburg) war. Jedoch ist sowohl über die Stoffe, als auch über die Formen nichtgeistlicher Adelsdichtung zwischen dem 9. und 12. Jahrhundert nur wenig bekannt. Erst im 12. Jahrhundert gelang, angeregt aus Frankreich, die Amalgamierung von volkssprachlichem Vers, weltlich-ritterlichen Stoffen, Unterhaltungsfunktion und Buchform.
Die germanische Dichtung, wie sie außerhalb des Klerus weiterlebte, entstammt völlig dem ausschließlich oralen Milieu der Analphabeten und der mündlichen Tradition. Bis weit in das Hochmittelalter wurde die indigene germanische Dichtkunst in England und in Skandinavien gepflegt.

### England
In der altenglischen Kultur war das Verhältnis zwischen indigener Dichtung und fremder Tradition ein graduell anderes. Juristische Texte und Annalen wurden auf Altenglisch niedergeschrieben. Daneben existierte die an die Klöster gebundene Geschichtsschreibung, die sich der lateinischen Sprache bediente (Bedas Historia ecclesiastica um 730 oder die Vita Alfredi um 900). Die Kirche tolerierte die germanische Dichtung als künstlerische Ausdrucksweise der Bevölkerung: Altenglisch und Latein, weltliche und kirchliche Stoffe existierten vor allem in den nordenglischen Klöstern nebeneinander, verschiedenen Themenbereichen verpflichtet, wie es sonst weder in Mitteleuropa noch in Skandinavien glückte. Spätestens mit der Ankunft der Normannen brach diese dichterische Tradition allerdings ab.

### Skandinavien
Allgemein gilt der skandinavische Norden als der Bewahrer der germanischen Dichtung, obwohl Dänemark, Schweden und Norwegen wenige Quellen hinterlassen haben. Als sich die Schrift in diesen Kulturen etablierte, etwa um 1200, kamen zugleich ritterliche Literaturgattungen (Versroman, Ballade) in Mode.

### Island
Island, wo im 13. Jahrhundert der größte Teil der heute erhaltenen germanischen Dichtungen verschriftlicht wurde, entschädigt für die großen Verluste der anderen Regionen. Die dort entstandenen Werke prägen heute, möglicherweise zu Unrecht, unsere Vorstellung von der germanischen Dichtung. Ohne die Produktivität der mittelalterlichen isländischen Autoren gäbe es wenig über die germanische Dichtung zu sagen. Nur im demokratischen Umfeld des mittelalterlichen Islands gab es auch weltliche Bildung, die der Gelehrsamkeit in den Klöstern standhalten konnte. Obwohl auch hier der christliche Einfluss erheblich war, konnten sich indigene Formen und Inhalte behaupten. Auch der Einfluss der frankophonen Ritterromane erreichte Island vergleichsweise spät. Die isländischen Quellen belegen auch den Einfluss der irischen Dichtung, der sich durch Handel und christliche Sklaven nach Island vermittelte. Die isländische Dichtung enthält in Bezug auf Form und Inhalt viel ursprünglich Germanisches. Andererseits kann der Anteil neuer, eigenständiger Entwicklungen nicht hoch genug eingeschätzt werden. Die neuere Forschung neigt immer mehr zu dem Urteil, die isländische Dichtung stelle eher eine Sonderentwicklung der germanischen Dichtung dar als sie diese konserviere. Besonders die prosaische Sagaliteratur mit ihrem eigenen Stil und ihren kulturspezifischen Themen tritt hier hervor. Die Sagaliteratur ist seit ihrem Beginn verschriftlicht worden.

## Sekundäre Quellen
Aufgrund der sehr fragmentarischen Überlieferungssituation authentischer germanischer Dichtung gewinnen sekundäre Quellen eine hohe Bedeutung. Zeugnisse über Kompositions- und Versbildungstechniken, über die Weise des Vortrags und den Inhalt der Dichtungen finden sich zuerst in lateinischer Sprache bei Tacitus, bei dem römischen Kaiser Julian (um 360), dessen Ohr die Gesänge der Alamannen beleidigten, bei dem Griechen Priskos, der am Hofe Attilas zwei Dichter hörte, und dem Goten Jordanes (um 550), der die historischen Ursprünge und die Kultur der Goten aus eigener Anschauung beschrieb.
Quellen in den germanischen Sprachen sind im Wortschatz, in den Termini für Dichter und Dichtung, in den überlieferten Sprichwörtern, den Dichtungen der Skalden, sowie in den isländischen Sagas zu finden. Oft kann eine erhaltene Bezeichnung bezeugen, was in der Sache verloren ging. Aus isländischen Texten gehen die Bezeichnungen der verschiedenen Gedichte wie kvíða, drápa oder flokkr hervor, die allerdings nicht auf die frühe germanische Dichtung übertragen werden können. Über Sprache und Stil berichten poetologische Lehrschriften wie die Skáldskaparmál. Der Däne Saxo Grammaticus verfasste eine Dänische Geschichte, wieder in Latein, in der er sich auf isländische Gewährsleute stützte und neben prosaischen Erzählungen auch Zitate aus skandinavischer Dichtung überlieferte. Snorri Sturluson und seinem Kreis, überhaupt der isländischen gelehrten Frühgeschichte ist umfangreich erhaltenes dichterisches Material zu verdanken; insbesondere in der Skáldskaparmál, der Lehre der Dichtersprache und der Snorra-Edda. Auch hier ist es die altnordische Überlieferungssituation, die das Bild der germanischen Dichtung prägt; Die altdeutsche und altenglische Tradition ist weitaus weniger ergiebig.

## Versbildungstechniken

### Die Verszeile
Die germanische Dichtung verwendet für ihre Inhalte prinzipiell die Langzeile, die aus zwei Halbzeilen gebildet wird. Diese charakteristische Verszeile entwickelte sich aus dem Spruchvers, indem die Halbzeile mit einer zweiten zu einer Langzeile erweitert wurde.
Ein solcher Spruchvers besteht aus vier Takten. Ein jeder dieser Takte (oder Hebungen) repräsentiert eine betonte Silbe. Von diesen vier Hebungen dürfen wiederum zwei eine stärkere Betonung tragen (Haupthebung). Im Gegensatz zum skaldischen Vers ist die Anzahl der Silben im eddischen variabel.
Die beiden Halbzeilen der germanischen Langzeile bilden eine semantische Einheit. Die zweite Halbzeile steht auch syntaktisch in Zusammenhang mit der ersten: Sie darf nicht mehr – eher weniger – Silben aufweisen als die erste Halbzeile. Die beiden Halbzeilen werden durch eine Zäsur getrennt: Der vierte Takt muss auf einem Wortende oder einem Satzende liegen.
Der Stabreim verbindet die beiden Halbzeilen zu einer syntaktisch-semantischen Einheit. Im Idealfall enthält eine Langzeile drei Stabe (altnordisch stafr) die ungleich auf ihre Länge verteilt sind. Die beiden ersten Stäbe (Nebenstäbe) liegen in der ersten Halbzeile, den dritten Stab, den Hauptstab, der das sinnstiftende Wort auszeichnet, enthält die zweite Halbzeile. In den nordischen Dichtungen muss der dritte Stab immer auf dem ersten Takt der zweiten Halbzeile liegen.
Außer dieser existieren in den regionalen germanischen Dichtungstraditionen auch Langzeilen mit zwei oder vier, beziehungsweise zweimal zwei Stäben. Neben der Langzeile mit vier Hebungen gibt es in der germanischen Dichtung, insbesondere im Versmaß Ljóðaháttr, auch die Verszeile mit drei Takten.

### Der Reim
Germanische Dichter kombinieren in ihren Dichtungen drei verschiedene, charakteristische Reimformen:
- Stabreim,
- Binnenreim und den durch den isländischen Skalden Egill Skallagrímsson aus Irland übernommenen
- Endreim.

Stabreim und Binnenreim kommen der Struktur der germanischen Sprache entgegen.

### Die Strophe
Eine durchgehend strophische Struktur ist in der germanischen Dichtung nicht von Beginn an üblich gewesen. Die ältesten schriftlich bezeugten Dichtungen, beispielsweise das Hildebrandslied, waren unstrophisch. Strophen waren in dieser Phase wahrscheinlich nur der rituellen Dichtung vorbehalten und dienten in einem oralen Milieu der besseren Memorierbarkeit und Überlieferung. Lediglich die nordisch-eddische und die Skaldendichtung scheinen immer strophisch gewesen zu sein. Strophen geben der germanischen Dichtung einen formalen Rahmen und fassen inhaltliche und thematische Sequenzen zusammen. Inhalte können aber auch strophenübergreifend konzipiert werden.
Die vier germanischen Strophenformen sind in der nordischen Edda am reichhaltigsten vertreten und dort am besten untersucht:
- Fornyrðislag, der Altmärenton, das Versmaß für 'alte Sagen';
- Ljóðaháttr, das strophische Versmaß;
- Galdralag, das Versmaß von 'Zaubergesängen' und
- Rúnalag, das Versmaß der Dichtungen, in denen von Runen die Rede ist.

Die skaldische Strophe gehört wohl weltweit zu den elaboriertesten ihrer Art. Die nordischen Skalden schufen in dieser Gattung ganz besonders ausgeklügelte, komplizierte Wortkunst, die hohe Ansprüche an Ordnungsregeln und dichterischen Stil stellte.
Das Dróttkvætt (der Hofton) basiert auf der germanischen Langzeile mit ihren zwei Halbzeilen. Vier dieser Halbzeilen (zwei Langzeilen) fasste der Skalde in einer Halbstrophe (altnordisch helmingar) zusammen; Eine Halbstrophen bildeten eine der skaldischen Strophen wie sie in vielen der isländischen Íslendinga sögur (Isländersagas) als Lausavísur (lose Strophen) überliefert sind. Eine solche aus zwei Halbstrophen bestehende skaldische Strophe bildet eine semantische Einheit. 
Besonderes Merkmal dieser Strophe ist die oft völlige Missachtung der Syntax der natürlichen Alltagssprache, da die sinntragenden Halbzeilen oder Langzeilen ineinander verschränkt und so zerstückelt werden. Nicht nur die syntaktischen Regeln wurden durch die Skalden aufgebrochen, der umgangssprachliche Wortschatz wurde durch Synonyme (Heiti und Kenningar) so kompliziert, dass die meisten Skaldenstrophen nur für den verständlich waren, der an ihrem Entstehen teilnahm oder über das notwendige Hintergrundwissen verfügte. Themen der Skaldenstrophen, ganz anders als der eddischen, waren nämlich nicht mythologischer Art, sondern oft spontane Reaktionen auf aktuelle Ereignisse oder persönliche Erfahrungen. Der Unterschied eddisch-skaldisch orientiert sich nicht nur an Anonymität oder Autorschaft – er entspricht auch dem Unterschied kollektiv-individuell.

### Synonyme: Heiti und Kenningar
Poetische Synonyme wie Heiti und Kenningar finden nicht nur in der eddischen Dichtung, sondern vor allem in der Skaldendichtung, und dort besonders im Preislied reiche Anwendung. Heiti und Kenningar sind Umschreibungen, die anstatt der eigentlichen Namen und Begriffe verwendet werden. Beide vermitteln nicht nur Inhalte, sie ermöglichen auch ornamentale Variationen der poetischen Sprache und stellen ein dichterisches Mittel dar, die Aufmerksamkeit des Rezipienten auf wichtige Textstellen zu konzentrieren:
- Heiti sind eingliedrige Umschreibungen für ein Hauptwort, häufig Götternamen, archaische Begriffe, seltener Lehnwörter. (Besonders in den Þulur finden sich Listen solcher Heiti zu bestimmten Termini, oft mit nordischen Mythen korrespondierend.)
- Die Kenningar (Sing. Kenning) sind zwei- oder mehrgliedrige Umschreibungen von Begriffen, die aus mehreren Wörtern bestehen oder ein zusammengesetztes Wort bilden.

Heiti und Kenningar setzen für ihr Verständnis mythologisches Hintergrundwissen voraus.